# André Pirro
André Gabriel Edme Pirro, także Pirot, Pirrot (ur. 12 lutego 1869 w Saint-Dizier, zm. 11 listopada 1943 w Paryżu) – francuski muzykolog i organista.

## Życiorys
Był synem organisty Jeana Pirro. Muzyki uczył się u ojca, następnie wyjechał do Paryża, gdzie był organistą w Collège Stanislas. W latach 1889–1891 studiował w Konserwatorium Paryskim u Césara Francka i Charles’a-Marie Widora. Studiował też prawo na Sorbonie. W latach 1898–1899 studiował na wydziale humanistycznym uniwersytetu w Nancy. W 1907 roku uzyskał w Paryżu doktorat na podstawie pracy L’Éstetique de Jean-Sébastien Bach.
Od 1896 roku wykładał w Schola Cantorum de Paris. Od 1900 do 1904 roku był organistą w paryskim kościele Saint-Jean-Baptiste de Belleville. W latach 1904–1914 był wykładowcą École de Hautes Études Sociales. Od 1912 do 1937 roku wykładał historię muzyki na Sorbonie, zorganizował tam pierwsze we Francji seminarium muzykologiczne. Do grona jego studentów należeli Dragan Plamenac, Armand Machabey, Marc Pincherle i Yvonne Rokseth.
Zajmował się przede wszystkim muzyką dawną, był znawcą twórczości Johanna Sebastiana Bacha. W swoich badaniach nad estetyką propagował popularne tezy ówczesnej hermeneutyki muzycznej. W kręgu jego zainteresowań znajdowała się muzyka wieków XIV–XVI, zajmował się paleografią i krytyką źródłową. Był autorem licznych artykułów naukowych poświęconych muzyce organowej i zagadnieniom jej wykonawstwa.

## Wybrane prace
(na podstawie materiałów źródłowych)
- L’Orgue de Jean-Sébastien Bach (Paryż 1895)
- J.-S. Bach (Paryż 1906, 2. wyd. 1949)
- Descartes et la musique (Paryż 1907)
- Dietrich Buxtehude (Paryż 1913)
- Schütz (Paryż 1913)
- Jean Sébastien Bach auteur comique (Madryt 1915)
- Les Clavecinistes: Étude critique (Paryż 1924)
- La Musique a Paris sous le régne de Charles VI, 1380–1422 (Strasburg 1930)
- Histoire de la musique de la fin du XVIe siècle à la fin du XVIe (Paryż 1940)
- Mélanges: Recueil d’articles publié sous le patronage de la Société française de musicologie (Genewa 1971)